# درازآب (شاهرود)
درازآب یک روستا در ایران است که در دهستان خوارتوران شهرستان شاهرود واقع شده‌است. درازآب ۱۰۲ نفر جمعیت دارد.